# Roman Kobendza
Roman Kobendza (ur. 15 lutego 1886 w Niechcicach k. Piotrkowa Trybunalskiego, zm. 24 listopada 1955 w Warszawie) – polski botanik, dendrolog, profesor Szkoły Głównej Gospodarstwa Wiejskiego w Warszawie. 

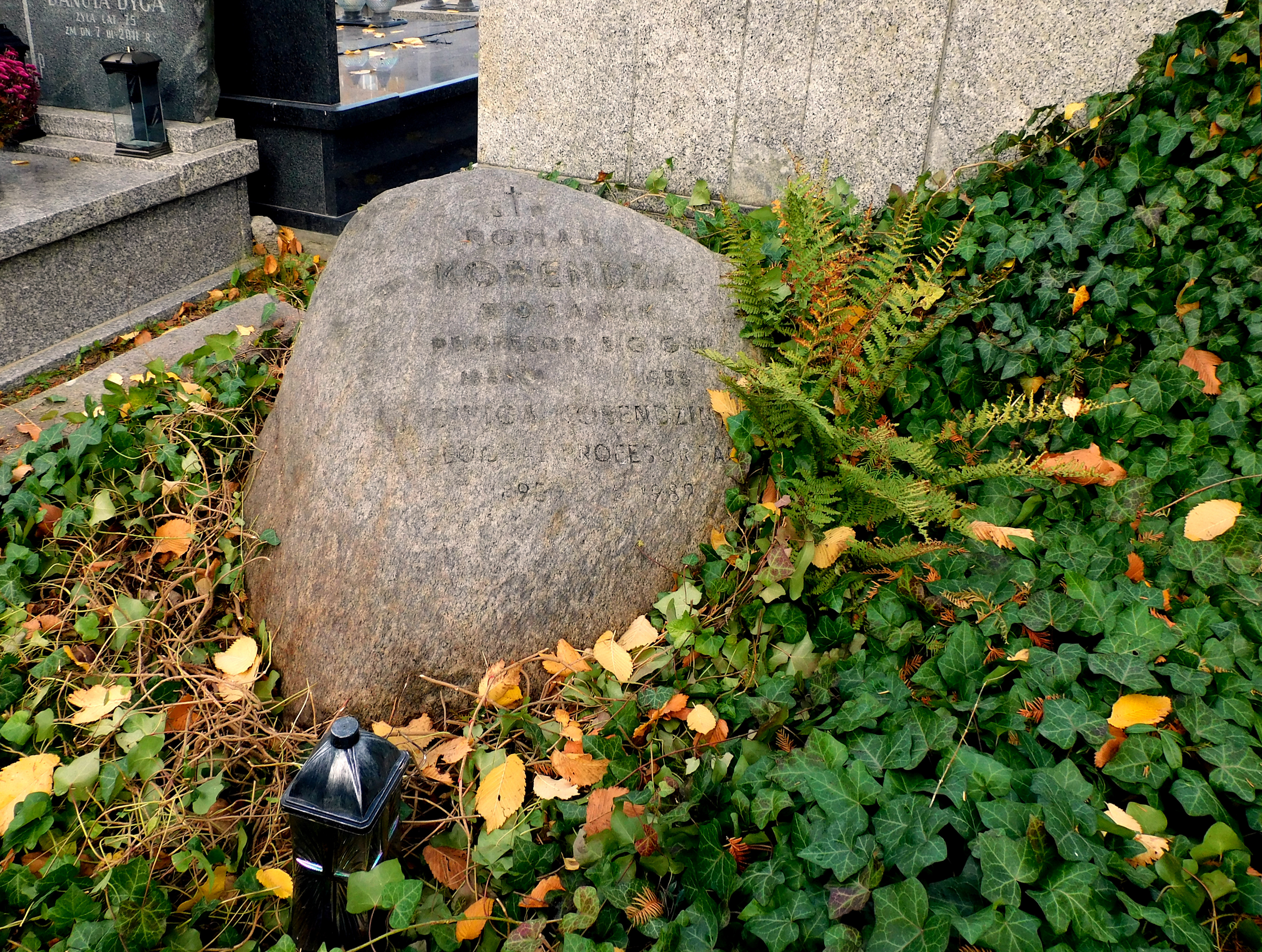
Grób Jadwigi i Romana Kobendzów na nowym cmentarzu na Służewie.

## Życiorys
Syn wiejskiego kołodzieja Tomasza i Józefy ze Światłowiczów. Naukę w szkole średniej rozpoczął w Piotrkowie Trybunalskim, lecz po strajku szkolnym, w którym brał udział, przeniósł się do Warszawy i tam w 1908 otrzymał świadectwo dojrzałości. W latach 1908–1910 uczęszczał na wykłady na Wydziale Przyrodniczym Towarzystwa Kursów Naukowych. Pracował jako nauczyciel w szkole Gazowni Miejskiej w Warszawie, następnie w latach 1910–1917 w Szkole Handlowej we Włocławku. W 1915 założył Uniwersytet Powszechny i bibliotekę szkolną, brał udział w pracach Polskiego Towarzystwa Krajoznawczego. Był zaangażowany w ochronę Puszczy Kampinoskiej i doprowadził do utworzenia na jej terenie w 1937 roku pierwszego rezerwatu przyrody Sieraków. Pod jego opieką był Ogród Botaniczny Uniwersytetu Warszawskiego (1926–1951). Na SGGW kierował Katedrą Botaniki Leśnej i Dendrologii.
Od 1924 był współpracownikiem Komisji Fizjograficznej Polskiej Akademii Umiejętności. Roman Kobendza był jednym z inicjatorów powołania Kampinoskiego Parku Narodowego. Publikacje naukowe z dziedziny dendrologii, fitosocjologii i florystyki.
Od 15 lutego 1926 był mężem Jadwigi z Kaczorowskich, geografki i geomorfolożki, z którą miał córkę (ur. 1927) i syna (ur. 1931).
Zmarł w Warszawie, spoczywa z żoną na służewskim cmentarzu przy ul. Wałbrzyskiej. Rosnącej przy ich grobie metasekwoi nadano ich imię i uznano za pomnik przyrody.

## Publikacje naukowe
- Solanki i roślinność halofitowa w Zgłowiączce na Kujawach (Les sources salées de Zgłowiączka et leur végetation halophile) (1922)
- Projekt rezerwatu w Puszczy Kampinoskiej (1924)
- O kilku nowych gatunkach dla flory polskiej (Sur quelques espèces nouvelles pour la flore de Pologne) (1930)
- Parki Warszawy i jej okolic (Les parcs de Varsovie et de ses environs) (1930)
- Stosunki fitosocjologiczne Puszczy Kampinoskiej (Les Rapports Phytosociologiques dans l'ancienne grande Foret de Kampinos) (1930)
- Flora Bielan (1932)
- Jak reaguje system korzeniowy sosny (Pinus silvestris L.) na zawiewanie przez piasek (Wie reagier) (1932)
- O zarastaniu ściętych pni jodłowych (Über das Vernarben von Weisstannenstümpfen) (1932)
- Badania fitosocjologiczne w Górach Świętokrzyskich (Etudes phytosociologiques du massif du S-te) (1933)
- Kilka uwag o roślinności płaskowzgórza Pełczańskiego na Wołyniu (Einige Bemerkungen über) (1933)
- Zespoły roślin w paśmie Klonowskiem i dolinie Wilkowskiej (Les associations végétales de la chaîne) (1933)
- Eine neue Varietät der Knackweide (1935)
- Roślinność okolic Kazimierza Dolnego (1935)
- Nowa odmiana wierzby kruchej (Salix fragilis L.) (Eine Varietät der Knackweisse) (1936)
- Przyczynek do poznania brzozy czarnej (Betula obscura Kot.) w Polsce (Beitrag zur Kenntnis der Schwarzbirke (Betula obscura Kot.) in Polen) (1936)
- Wawrzynek wilczełyko (Daphne Mezéreum L.) i jego znaczenie zdobnicze (Daphne Mezéreum et sa qualité ornamentale) (1936)
- Wpływ zimy majowej na roślinność okolic Warszawy w 1935 r. (Influence de l'hiver en mai 1935 sur la végetation des environs de Varsovie) (1936)
- Roślinność bliższych i dalszych okolic Włocławka (1937)
- Roślinność ruderalna na gruzach miast polskich (1949)
- Acanthopanax septemlobus Koidżumi w arboretum Rogowa (1950)
- Acer platanoides L., var. Stollii Späth. w Młochowie pod Warszawą (1950)
- Jak należy rozumieć kolec i cierń z morfologicznego punktu widzenia (1950)
- Krytyczny przegląd niektórych gatunków rodzaju Lepidium R. Br. oraz nowe gatunki dla flory polskiej (1950)
- Las Wawerski ze stanowiska fitosocjologii (Pflanzenassoziationen im Walde von Wawer) (1936)
- Modrzew chiński złocisty Pseudolarix amabilis Rehd. (Syn. P. Kaempferi Gordon., P. Fortunei Mayr. (1950)
- Nieznane stanowisko klonu polnego (Acer campestre L.) pod Warszawą (1950)
- Nowa odmiana modrzewia amerykańskiego (Larix laricina K. Koch. var. pyramidalis argentea) (1950)
- Czym jest topola rogalińska? (1952)
- Różnopostaciowość liści dębu szypułkowego (Quercus Robur L.) pod wpływem uszkodzeń owadzich (1952)
- Topole sekcji Leuce Duby w Polsce, ich zmienność i wykorzystanie dla celów gospodarczych i zdobniczych (1952)
- Z biologii i ekologii kiełkowania nasion topoli (1952)
- Nowe lub rzadkie formy świerka w Polsce (1953)
- Thesium linophyllon L. (Th. intermedium Schrad.) wśród roślinności stepowej nad Wisłą (1958)

## Ordery i odznaczenia
- Krzyż Oficerski Orderu Odrodzenia Polski (28 września 1954)[5]
- Złoty Krzyż Zasługi (11 listopada 1937)[6]
- Medal 10-lecia Polski Ludowej (19 stycznia 1955)[7]

## Nagrody
- Nagroda Państwowa II stopnia za prace z zakresu botaniki leśnej, a w szczególności za prace nad szybko rosnącymi gatunkami drzew (1955)[8]

## Upamiętnienie
- Na cześć Romana Kobendzy nazwano gatunek jaskra (jaskier Kobendzy – Ranunculus kobendzae)[9], którego holotyp pochodzi ze zbiorów zielnikowych tego badacza[10].
- Imieniem Romana Kobendzy nazwano gołoborze na stoku Łysej Góry w Górach Świętokrzyskich.
- Rosnącemu na terenie Obszaru Ochrony Ścisłej „Krzywa Góra” ponad 300-letniemu dębowi szypułkowemu nadano miano „Dąb Kobendzy”. Obok dębu w 1968 ustawiono głaz narzutowy z inskrypcją upamiętniającą Romana Kobendzę - zasłużonego badacza i miłośnika Puszczy Kampinoskiej[11].
- Szkoła Podstawowa w Sadowej nosi imiona Jadwigi i Romana Kobendzów[12].
- Jego imię nosi rezerwat przyrody Źródła rzeki Łyny w województwie warmińsko-mazurskim.